# Adobe InCopy
Adobe InCopy es un procesador de texto desarrollado por la compañía de software Adobe Systems para los sistemas operativos Mac OS o Windows. Aunque puede utilizarse como aplicación independiente y de propósito general para el tratamiento de textos (al estilo de Word o Writer) el producto fue concebido principalmente para integrarse con la aplicación de diseño gráfico Adobe InDesign.
Al compartir el mismo motor de composición, la intención del fabricante es la de garantizar una consistencia perfecta del texto en cuanto a tipografía avanzada, atributos de formato general y local, particiones silábicas, recorridos, saltos de línea, etc. Además, la instalación en InDesign de la extensión LiveEdit, que se incluye de serie en la versión CS3, permite controlar en todo momento la creación o la revisión de los contenidos.
De este modo, los equipos de diseño y los de edición pueden trabajar en paralelo sobre la misma publicación y centrarse cada uno en la tarea en la que es especialista, sin esperas ni conflictos de competencias.
Este enfoque pretende, asimismo, superar los inconvenientes y las deficiencias del ciclo de producción tradicional basado en sucesivos formatos de archivo heterogéneos (por ejemplo, los procedimientos de exportación-importación de .doc a .indd o .qxd).
La primera versión apareció en 2000. Tanto esta como la siguiente, la 2.0, se distribuían a través de integradores de sistemas o desarrolladores externos. La versión 3.0 fue bautizada con el nombre de InCopy CS (denominación que adoptaría en lo sucesivo, como las otras aplicaciones de diseño gráfico de la compañía) y se incluyó en el primer Adobe Creative Suite en 2003, hasta la versión CS6. Desde 2013, las versiones más recientes (InCopy CC) solo están disponibles a través de Adobe Creative Cloud.